# Pineta
Una pinéta è una zona boschiva, naturale o artificiale, prevalentemente composta da specie di pini.

## Caratteristiche

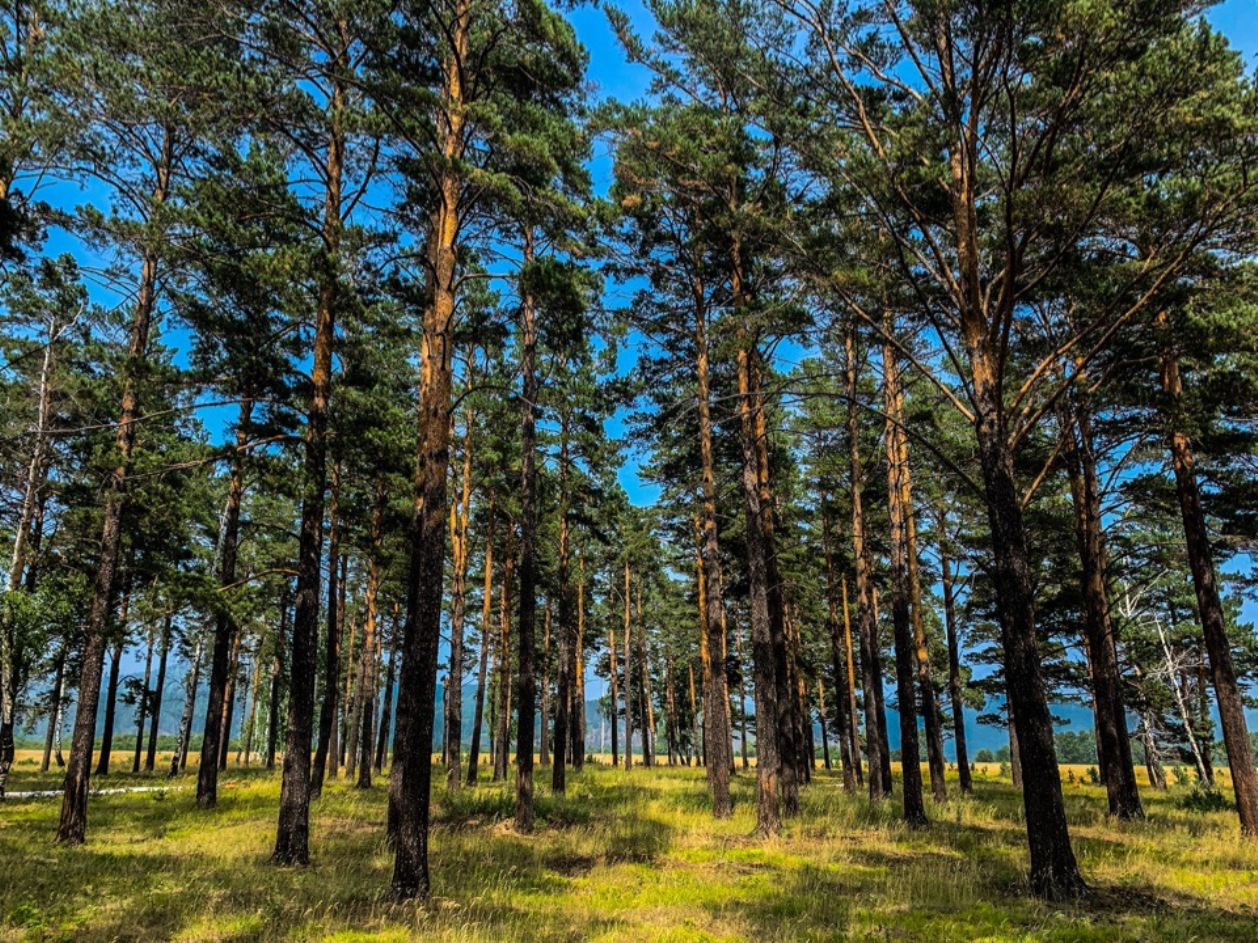
Pineta. Siberia

La flora delle pinete comprende spesso il rovo e le felci. In particolare si trovano pinete presso le zone vicine al mare, ma possono essere presenti anche in zone montane. Notevoli sono, ad esempio, la pineta di San Vitale, la pineta di Classe e la pineta di Cervia lungo il versante adriatico, la pineta di San Rossore, la pineta del Tombolo, la pineta di Pineto e la pineta Granducale lungo il versante tirrenico.